# 霍曼尖條鰍
霍曼尖條鰍（學名：Oxynoemacheilus chomanicus），為輻鰭魚綱鯉形目條鰍科尖條鰍屬的其中一種。分布於亞洲伊朗庫德斯坦霍曼河流域，體長可達6.7公分，棲息在溪流底層水域，生活習性不明。

## 扩展阅读
維基物種上的相關：霍曼尖條鰍